# Cinemanía (canal de televisión)
Cinemanía fue un canal de televisión de pago que mantuvo sus emisiones entre marzo de 1993 y 2007 Su programación estaba íntegramente dedicada a la emisión de películas de cierto éxito o "blockbusters". En la actualidad, el canal ha sido sustituido por Cine por M+.

## Historia
Cinemanía (tras una fase de pruebas desde el 18 de diciembre de 1992) comenzaba sus emisiones oficiales el 1 de marzo de 1993 por el satélite Astra conjuntamente con Documanía, con una emisión codificada de 12 horas cada día sin interrupciones publicitarias y con un pequeño espacio diario por la noche en abierto, es decir, pudiendo ser visto también por los no abonados. En 1994, Sogecable creaba la primera plataforma analógica española de televisión de pago, Canal Satélite, la cual ofrecía los dos canales ya mencionados más dos de nueva creación (Minimax y Cineclassics).

### Participación en Cotelsat
En 1994 se creó un segundo canal, Cinemanía 2, destinado especialmente para emitir en la plataforma Cotelsat (formada por Antena 3, Telecinco, Sogecable y Televisión Española). A pesar del cierre de Cotelsat el año siguiente, el canal siguió operando por el satélite Astra. Aprovechando la reciente creación de la primera plataforma digital de televisión de pago en España (Canal Satélite Digital) creada por Sogecable (llamada anteriormente Sociedad de Televisión Canal Plus, S.A.), el canal se incorporó a dicha oferta televisiva.

### Era digital y multiplexación
Meses después del estreno de la plataforma digital, el 1 de septiembre de 1997, Cinemanía 2 cambió su nombre por el de Cinemanía Azul y el 24 de septiembre apareció un nuevo canal multiplexado de Cinemanía: Cinemanía Rojo. Además la Warner entra en el accionariado y permanece hasta 2006, cuando abandonaría este proyecto deshaciéndose de su participación en la cadena.
Un año después de la "fusión digital" entre Canal Satélite Digital y Vía Digital, el 1 de septiembre de 2004 Digital+ (su resultante plataforma de televisión de pago) renueva la oferta del paquete opcional de cine, con Cinemanía emitiendo películas producidas entre 1975 y 2000, y renombrando Cinemanía Azul y Cinemanía Rojo en Cinemanía 2 (su denominación original) y Cinemanía...30, respectivamente. Cinemanía 2 continuaría siendo una versión multiplexada del canal principal y Cinemanía...30 ahora se dedicaría a emitir la misma señal de Cinemanía pero con un retraso de 30 minutos, al estilo de Canal+...30. Además el canal DCine Studio se convierte en Cinemanía Clásico, con una oferta de películas anteriores a 1975.
En enero de 2006, Sogecable dejó de producir el canal Cinemanía Extra, un canal que actuaba como otra versión de Cinemanía que aglutinaba estrenos de películas del canal y de Canal+Cine para ser ofrecido en operadores de cable. Ante las fusiones de las filiales regionales de Auna con Ono y la sustitución en R por Cinemanía Clásico, al no encontrarse en ninguna oferta de televisión por cable, la producción del canal finalizó. El canal también podía verse en los diales +500 de Digital+, aunque el canal no aparecía en la oferta oficial de la plataforma. Se desconoce mucho de este canal derivado de Cinemanía, pero según su expediente de la Oficina Española de Patentes y Marcas, la marca se registró en septiembre de 2004, por lo que se cree que desde 2004 se venía produciendo su señal.

### Fin de emisiones
El 1 de febrero de 2007, Digital+ rediseña su oferta de deportes y cine, y en esta última se produce la desaparición de Cinemanía, Canal+Cine y sus versiones multiplexadas, para ser sustituidos por Canal+DCine, Canal+Comedia, Canal+Acción y las versiones "...30" (versión de 30 minutos más tarde) de estos dos últimos.

## Canales de la factoría "Cinemanía"
- Cinemanía (1993–2007)
- Cinemanía 2 (1994–1997) (2004–2007)
- Cinemanía Azul (1997–2004)
- Cinemanía Rojo (1997–2004)
- Cinemanía ...30 (2004–2007)
- Cinemanía Clásico (2004–2007)
- Cinemanía Extra (– enero de 2006)